# Andreu Calzada i Echevarria
Andreu Calzada i Echevarria   (Barcelona, 30 de novembre de 1892 - 5 d'abril de 1938) fou un arquitecte, historiador i assagista català.

## Biografia
Catedràtic d'Història de les Arts Plàstiques i Arquitectura de l'Escola Tècnica Superior d'Arquitectura de Barcelona, fou assassinat durant la Guerra Civil espanyola. Entre les seves obres destaca el Palau del Vestit (també dit del Treball) per a l'Exposició Internacional de Barcelona de 1929, en col·laboració amb Josep Maria Jujol. Autor del Diccionario clásico de arquitectura y bellas artes.